# 이오바현

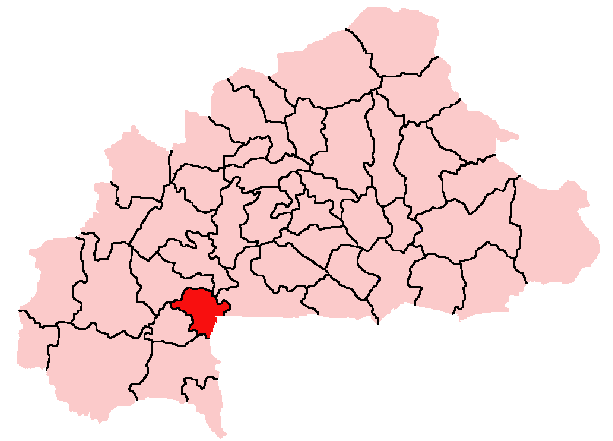
이오바현의 위치

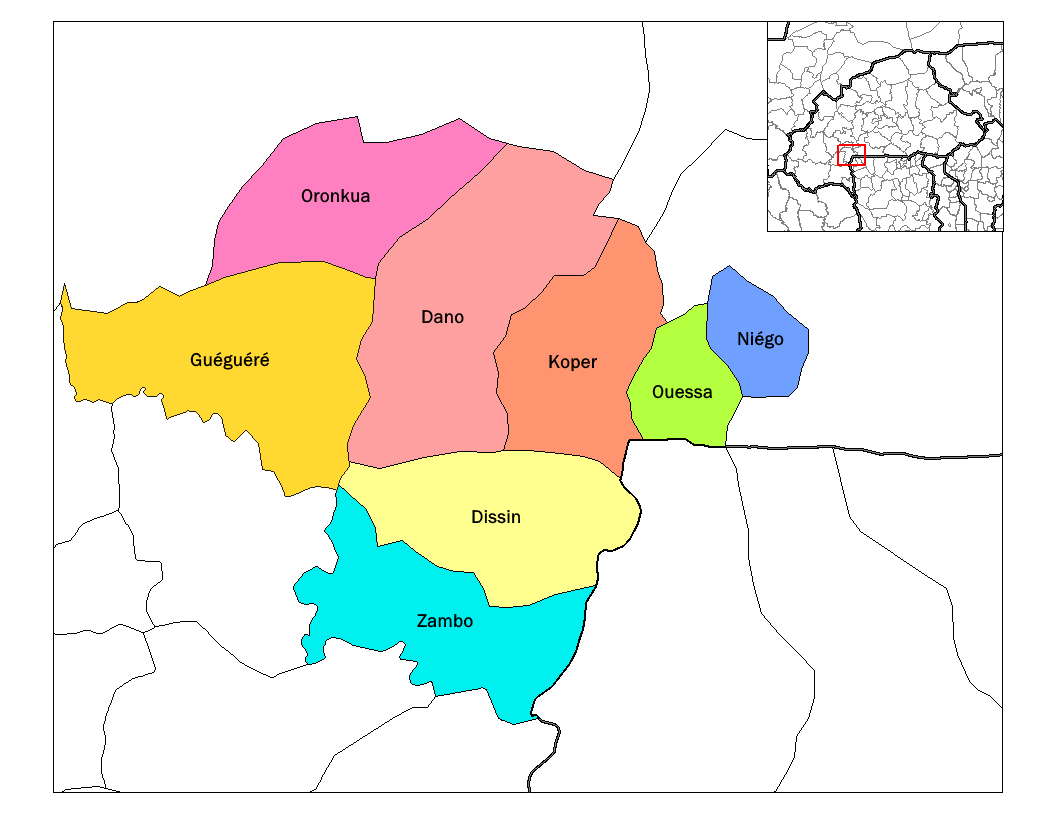
이오바현의 행정 구역

이오바현(프랑스어: Ioba)은 부르키나파소 남서부주에 위치한 현으로, 현도는 다노이며 면적은 3,289km2, 인구는 197,186명(2006년 기준)이다. 7개 군(다노군, 디생군, 코페르군, 니에고군, 오롱쿠아군, 웨사군, 잠보군)을 관할한다.

## 같이 보기
- 부르키나파소의 주
- 부르키나파소의 현